# Хауснер, Рудольф
Рудольф Хауснер (нем. Rudolf Hausner; 4 декабря 1914 — 25 февраля 1995) — австрийский художник, гравер и скульптор, представитель фантастического реализма.

## Биография
Рудольф Хауснер родился в Вене, где с 1931 по 1936 год учился в Академии изобразительных искусств. После того, как в 1938 году его творчество было причислено к «дегенеративному искусству», показ его работ был запрещён в Германии. В довоенные годы его работы, главным образом, находились под влиянием экспрессионизма. Не успев проявить себя в искусстве, Хауснер в 1941 году был мобилизован и как солдат Вермахта прошёл всю войну. В последние дни Второй мировой войны он был назначен в подразделение противовоздушной обороны.
В послевоенные годы художник увлекается сюрреализмом и творчеством Макса Эрнста. Поиски своего стиля приводят Хауснера к созданию совместно с Эрнстом Фуксом, Эдгаром Жене и Вольфгангом Хуттером группы художников-сюрреалистов. Хауснер вступает в Арт-клуб и организовывает свою первую персональную выставку в Венском Концертхаусе.

Rudolf Hausner «Aporisches Ballett»

Знаменитая картина Хауснера «Ковчег Одиссея» была закончена в 1956 году после шести лет работы над ней. Это полотно предваряло серию картин Адама. В «Ковчеге Одиссея» художник изображает себя в матросской бескозырке «Итака», таким образом обозначая цель странствий Одиссея.
Своим персонажам художник придает черты сходства с собой, как бы примеривая на себя их роли и создавая порой ироничные и гротесковые автопортреты. Художественная техника Хауснера, близкая живописи старых мастеров, строится на ярких спектральных цветах и частом применении в работе пуантилистской манеры письма (раздельными точками или мелкими квадратами), и окончательное впечатление цвета возникает только через сочетание нескольких наложенных друг на друга слоев прозрачной краски.
В 1957 году Хауснер пишет свою первую картину «Адам», один из любимых образов в творчестве художника, и вступает в конфликт с ортодоксальными сюрреалистами, которые осудили и посчитали еретической его попытку уравнять сознательные и бессознательные образы в творчестве. Этот конфликт приводит к тому, что Хауснер, совместно со своими старыми соратниками, Эрнстом Фуксом и Антоном Лемденом, основывает «Венскую школу фантастического реализма». В своем искусстве художники ориентировались на традиции немецкого Возрождения, его мистико-религиозное начало.
С 1966 года Рудольф Хауснер являлся профессором Гамбургского университета, а с 1968 — профессором в Венской Академии изобразительных наук.
Был женат четыре раза и имеет трёх дочерей.
Творчество Хауснера сыграло существенную роль в развитии фантастического реализма, наиболее значительного движения в художественной жизни Австрии 1950-60-х гг. Искусство Рудольфа Хауснера проникнуто философским осмыслением античных и библейских сюжетов, их модернизацией.
Для Австрийской почты и Почтовой администрации ООН Хауснер проектировал почтовые марки.
В 1970 году Рудольф Хауснер был удостоен Австрийской государственной премии в живописи.

## Некоторые работы
- Porträt einer alten Frau, 1935
- Selbstporträt mit blauem Hut, 1936
- Zwei Gassenbuben, 1937
- Gassteg, 1938
- Aporisches Ballett, 1946
- Unter blauem Himmerl, 1946
- Anima, 1946
- Forum der einwärtsgewendeten Optik, 1948
- Die Arche des Odysseus (Ковчег Одиссея), 1948—1956
- Penelope (Пенелопа), 1952
- Adam unterwegs, 1963
- Adam und sein Maschinist, 1963
- Adam, warum zitterst du?, 1964
- Adam gib acht!, 1966
- Adam Bei Sich, 1969
- Laokoon in der Umlaufbahn (Лаокоон на орбите), 1969—1977
- Aufruf zur Verteidigung der persönlichen Freiheit, 1971
- Adam maßstäblich I, 1971 (шелкография)
- Adam Massiv, 1972
- Eva Fundamental, 1973 (литография)
- Adam ist das Maß, 1978
- Erschrockener Europäer, 1980
- Erinnerung (Память), 1987
- Bunter Narrenhut, 1987
- Meine Mutter, 1989
- Annes Paravent, 1990
- Adams Kinderbildnis, 1990
- Labyrinth (Лабиринт), 1991
- Vor dem Fenster nach innen, 1992
- Vor dem großen Tor, 1992
- Vater und Sohn, 1993
- Adam in Damengesellschaft, 1994
- Adam Bigamist, 1994